# Адміністративний поділ Монако

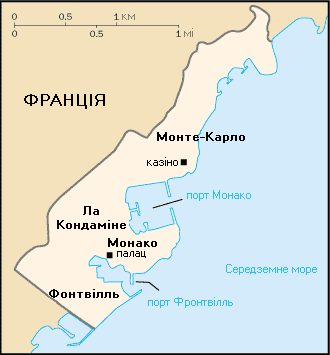

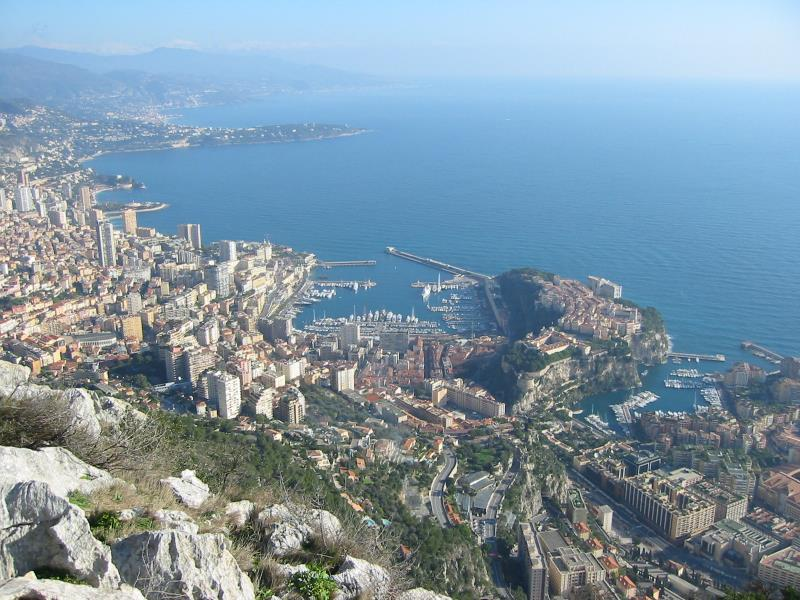
Фонтвілль, Ла-Кондаміне і Монте-Карло

Монако є карликовою державою, яка складається з одного міста-муніципалітету, що свою чергою поділяється адміністративно на дев'ять адміністративних кварталів. Паралельно виділяють чотири традиційні квартали.

## Населені пункти
З 1911 по 1918 рік Монако складалося з трьох окремих міст:
- Монако-Місто (фр. Monaco-Ville)
- Ла-Кондамін (фр. La Condamine)
- Монте-Карло (фр. Monte-Carlo)

З 1918 року Монако складається з одного населеного пункту — міста-муніципалітету Монако.

## Адміністративні квартали

Квартали та сектори Монако

З 2013 року Монако поділяється на 9 адміністративних кварталів, 7 з яких мають статус постановлених кварталів, а 2 інші — захищених секторів
| Квартал             | Квартал               | Площа (2017) | Площа (2017) | Населення (2016) | Населення (2016) |
| Квартал             | Квартал               | у га         | у %          | осіб             | у %              |
| ------------------- | --------------------- | ------------ | ------------ | ---------------- | ---------------- |
| Монако-Місто        | Захищений сектор      | 19,6         | 9,7 %        | 1064             | 2,9 %            |
| Ла-Кондамін         | Постановлений квартал | 29,6         | 14,6 %       | 5141             | 13,8 %           |
| Жарден-Екзотік      | Постановлений квартал | 23,5         | 11,6 %       | 5117             | 13,7 %           |
| Ле-Монегетті        | Постановлений квартал | 11,5         | 5,7 %        | 4195             | 11,2 %           |
| Пагорб Сент-Девот 1 | Захищений сектор      | 2,3          | 1,2 %        | 4195             | 11,2 %           |
| Монте-Карло         | Постановлений квартал | 43,7         | 21,5 %       | 8259             | 22,1 %           |
| Ларвотто            | Постановлений квартал | 21,8         | 10,8 %       | 2026             | 5,4 %            |
| Ла-Русс             | Постановлений квартал | 17,7         | 8,7 %        | 7087             | 19,0 %           |
| Фонв'єй             | Постановлений квартал | 33,0         | 16,3 %       | 4420             | 11,8 %           |
| Загалом             | Загалом               | 202,7        | 100,0 %      | 37 308           | 100,0 %          |

1. ↑  Через незначний розмір населення сектора Пагорб Сент-Девот приписане до сусіднього кварталу Ле-Монегетті.

## Традиційні квартали

Традиційні квартали Монако

На основі колишнього поділу Монако на окремі міста та з урахуванням відвойованих у моря земель Фонв'єй у Монако виділяють чотири історичні квартали:
- Монако (старе місто), що відповідає однойменному адміністративному кварталу;
- Ла-Кондамін (бізнес центр та порт), що відповідає адміністративним кварталам Ла-Кондамін, Жарден-Екзотік, Ле-Монегетті та Пагорб Сент-Девот;
- Монте-Карло (світовий ігровий центр), що відповідає адміністративним кварталам Монте-Карло, Ларвотто та Ла-Русс;
- Фонв'єй (промисловий район), що відповідає однойменному адміністративному кварталу